# Cry (Yonne)
Cry település Franciaországban, Yonne megyében. Lakosainak száma 159 fő (2022. január 1.). Cry Ravières, Asnières-en-Montagne, Nuits és Perrigny-sur-Armançon községekkel határos.

## Népesség
A település népességének változása:
| Lakosok száma | 178  | 173  | 177  | 170  | 167  | 165  | 163  | 161  | 159  |
|               | 2013 | 2015 | 2016 | 2017 | 2018 | 2019 | 2020 | 2021 | 2022 |